# Нойок, Александр Викторович
Алекса́ндр Ви́кторович Нойо́к (укр. Олександр Вікторович Нойок; род. 15 мая 1992, Высокополье, Херсонская область) — украинский футболист, полузащитник казахстанского клуба «Кызыл-Жар».

## Биография
Родился в посёлке городского типа Высокополье в Херсонской области. В 1997 году родители переехали в Херсон, где Александр и начинал заниматься футболом. В ДЮФЛ выступал за ФК «Освита» (Херсон), затем перешёл в донецкий «Шахтёр». В 2009 году подписал с клубом первый профессиональный контракт. Выступал за третью и молодёжную команду.
15 июля 2010 года был отдан в аренду ФК «Говерла» (Ужгород), за которую провёл 19 матчей в Премьер-лиге.
В сезоне 2012/13 был капитаном молодёжной команды донецкого «Шахтёра».
В апреле 2013 года, из-за конфликта с руководством ФК «Шахтёр», Александр решил покинуть клуб. Предложения поступали от «Динамо» (Киев) и «Кубань» (Краснодар). Но более настойчив был ФК «Металлист» (Харьков).
В новом клубе также Нойок в основном выступает за дубль, за первый год в основе сыграл всего два матча. Так как Александр желал больше проводить время на поле, вместе с руководством было принято решение об аренде в донецкий «Металлург». Летом 2015 года вернулся в «Металлист».
В марте 2016 года подписал контракт с минским «Динамо». Футболист сразу же стал игроком основного состава, и летом соглашение было продлено до конца 2018. В начале карьеры в белорусском клубе вынуждено играл на позиции центрального защитника. В конце сезона 2016 вернулся на привычную для себя позицию опорного полузащитника. В этом же амплуа провёл сезон 2017. Свой первый мяч в чемпионате Беларуси забил в первом туре сезона 2017 в матче против могилёвского «Днепра» (3:0). Капитан бело-синих с 2017 года. 2 июля 2018 года было опубликовано сообщение о том, что Нойок покинул «Динамо». 5 июля 2018 года подписал контракт с футбольным клубом «Динамо-Брест» до конца 2019 года. В июне 2019 года продлил контракт с «Динамо-Брест» до конца 2021 года. В начале июля 2020 года заболел двухсторонней пневмонией и проходил лечение в стационаре, к концу июля выздоровел.
20 января 2021 года перешёл в российский клуб «Оренбург».
В мае 2022 года стал чемпионом Кипра.

## Карьера в сборной
С 2007 года по 2011 год привлекался в юношеские сборные Украины. С 2012 года по 2013 год — игрок молодёжной сборной.

## Достижения

### Командные
- Чемпион Беларуси: 2019
- Обладатель Суперкубка Беларуси: 2019, 2020
- Финалист Кубка Беларуси: 2020
- Чемпион Кипра: 2021/22

### Личные
- Лучший полузащитник чемпионата Беларуси: 2017[17]